# 蔥麵包
蔥麵包，又稱蔥花麵包、香蔥麵包，台語稱為蔥仔麭（有人寫為蔥仔胖、藏仔胖），一名手撕包，是源自台灣的一種鹹麵包。外形為平板狀的三個小麵包連在一起，上面灑滿蔥花是特徵。

## 概論
蔥麵包的最早起源不詳，在第二次世界大戰結束，中華民國政府接管台灣後，因為美援麵粉，台灣民間開始自製各種麵包。蔥是台灣常見食材，因此出現蔥麵包。另一個常見的台灣麵包為肉鬆麵包。
蔥麵包在台灣深受一般民眾喜愛，2011年，台北市糕餅公會舉辦台式麵包投票，由菠蘿麵包、蔥花麵包、紅豆麵包和奶酥麵包獲勝，被稱為台式麵包四大天王。日本演員松重豐於2025年至台灣宣傳電影時，曾經將蔥麵包列為必吃美食。